# تولبة (دوعن)
'

تعديل مصدري - تعديل

تولبة هي إحدى قرى عزلة صيف بمديرية دوعن التابعة لمحافظة حضرموت، بلغ تعداد سكانها 243 نسمة حسب تعداد اليمن لعام 2004.